# Невмержицкая, Евгения Степановна
Евгения Степановна Невмержицкая (род. 13 июля 1945, с. Алты-Агач) — советская и азербайджанская актриса. Народная артистка Азербайджана (2018).

## Биография
Родилась 13 июля 1945 года в русском селе Алты-Агач) Азербайджанской ССР, в 125 км от Баку, из семьи медиков.
Уже в школе № 192 в посёлке Забрат в пригороде Баку занималась в школьном драмкружке, в народном театре при Доме культуры имени «Первого мая».
Поступила на факультет актёра драмы Азербайджанского государственного института искусств им. М. А. Алиева.
Еще на первом курсе института, с 1963 года стала играть в спектаклях Русского драматического театра имени Самеда Вургуна в Баку.
На сцене театра за 60 лет сыграла множество ролей. В кино снялась лишь однажды — исполнив эпизодическую роль в фильме «Главное интервью» (1971).
В 2018 году удостоена звания Народного артиста Азербайджана.
Замужем за актёром театра Сафой Мирзагасановым.